# Konzervatoř Sant'Onofrio v Porta Capuana
Konzervatoř Sant'Onofrio v Porta Capuana (italsky Conservatorio di Sant'Onofrio a Porta Capuana) bylo hudební vzdělávací zařízení, jedna ze čtyř neapolských konzevatoří, jejichž sloučením vznikla dnešní konzervatoř San Pietro a Majella. Spolu s dalšími třemi hudebními školami byl tento institut v 17. a 18. století základem slavné neapolské hudební školy.

## Dějiny
Škola vznikla v květnu 1578 jako charitativní instituce, útulek pro sirotky a opuštěné děti, které se zde od raného věku vzdělávaly v řemeslech. Pro svůj tradiční bílý oděv dostala instituce název Congregazione delle Vesti Bianche (Kongregace bílého oděvu).
Čistě hudební školou se stala až v roce 1653, kdy je zmíňováno jedenáct žáků, dva učitelé zpěvu a sbormistr. Malí školáci, z nichž téměř pětina byla vykastrována, měli bílou sutanu, plášť a hnědý klobouk.
Hlavním úkolem konzervatoře v 17. století bylo naučit děti zpívat modlitby pro procesí a oratoře. Od poloviny 17. do začátku 18. století se škola po stránce hudební výuky značně rozvinula, a to zejména díky vysoké kvalitě a usilovné práci učitelů, jakými byli Cristoforo Caresana, Angelo Durante (strýc slavného Francesca Duranteho), Nicola Sabini a Nicola Fago. Škola brzy začala konkurovat dalším třem ústavům.
V první polovině 18. století na konzevatoři sv. Onufria vyučovali velikáni neapolské hudby, jako Francesco Durante, Nicola Porporya, Francesco Feo a Girolamo Abos. Ve druhé polovině století to pak byli Carlo Cotumacci, Joseph Doll, Giacomo Insanguine, Giovanni Furno a Salvatore Rispoli.
V roce 1797 se konzervatoř sv. Onufria spojila s konzervatoří Santa Maria di Loreto a v roce 1806 se všechny neapolské hudební instituty spojily do Real Collegio di Musica, ze která se později stala konzervatoř San Pietro a Majella.

## Osobnosti spjaté s konzervatoří
- Alessandro Scarlatti (učitel)
- Nicola Fago (učitel)
- Nicola Porpora (učitel)
- Francesco Feo (učitel)
- Nicola (Francesco) Grillo (učitel)
- Girolamo Abos (učitel)
- Leonardo Leo (učitel)
- Pietro Andrea Ziani (učitel)
- Francesco Durante (žák a učitel)
- Giacomo Insanguine (žák a učitel)
- Gaetano Latilla (žák)
- Matteo Capranica (žák)
- Domenico Fischietti (žák)
- Giovanni Furno (žák)
- Niccolò Piccinni (žák)
- Niccolò Jommelli (žák)
- Gennaro Manna (žák)
- Domenico Sarro (žák)
- Pietro Auletta (žák)
- Giovanni Paisiello (žák)
- Vincenzo Tobia Nicola Bellini (žák)